# Claus Bech-Danielsen
Claus Bech-Danielsen er en dansk professor i arkitektur og fysisk planlægning ved Aalborg Universitet, hvor han også er forskningschef ved Statens Byggeforskningsinstitut.
Som en del af sin forskning har Claus Bech-Danielsen været ledende forsker ved et projekt med formålet at evaluere renovationen af sociale boliger fra 2014-2016.
Desuden har han på egen hånd gennemført et projekt, som undersøgte tendenser i husbygning med henblik på at kunne klarlægge retningen for fremtidige projekter.

## Uddannelse
Claus Bech-Danielsen blev færdiguddannet fra Arkitektskolen Aarhus i 1991 med en MA i arkitektur. I 1996 modtog han sin PhD-grad fra Det Kongelige Danske Kunstakademis Skoler for Arkitektur, Design og Konservering i København.